# グロディ・ンゴンダ・ムジンガ
グロディ・ンゴンダ・ムジンガ（フランス語: Glodi Ngonda Muzinga、1994年12月31日 - ）は、コンゴ民主共和国のサッカー選手。リガFC所属。コンゴ民主共和国代表。ポジションはDF。

## クラブ歴
2015年にASヴィタ・クルブで選手となった。CAFコンフェデレーションズカップ2018では決勝に進出したが敗れた。
2019年夏にリーグ・アンのディジョンFCOに移籍。
2021年7月20日、リガFCに移籍。

## 代表歴
2017年8月11日のアフリカネイションズチャンピオンシップ2018予選、コンゴ共和国代表戦でコンゴ民主共和国代表初出場。